# Bayelign Teshager
Bayelign Teshager (nascido em 9 de fevereiro de 2000) é um corredor de longa distância etíope e vencedor da Maratona de Los Angeles de 2020.

## Carreira
Teshager competiu no Campeonato Mundial de Corta-Mato de 2017, terminando em 12º lugar com o tempo de 23:35.
Em março de 2019, correu a Meia Maratona Azkoitia-Azpeitia, na Espanha, no tempo de 1:00:31, conquistando o pódio. Em março de 2020, Teshager superou mais de 23.000 pessoas e venceu a 35ª Maratona de Los Angeles em sua estreia. Seu tempo foi de 2:08:25. Em 21 de junho de 2025, Bayelign conquistou o 1º lugar na meia maratona da Maratona do Rio, finalizando em 1:02:50.